# کابسا دل بوئی
کابسا دل بوئی (به اسپانیایی: Cabeza del Buey) یک شهرستان در اسپانیا است که در استان باداخس واقع شده‌است.